# بوروویچه (راشکا)
بوروویچه (به صربی: Boroviće) یک منطقهٔ مسکونی در صربستان است که در Raška واقع شده‌است. بوروویچه ۱۷۷ نفر جمعیت دارد.